# Birkby (Yorkshire du Nord)
Birkby est un village et une paroisse civile du Yorkshire du Nord, en Angleterre.